# SeaMonkey
SeaMonkey là một gói ứng dụng Internet mã nguồn mở và miễn phí. Nó là sự tiếp nối của gói ứng dụng Mozilla trước đây, dựa trên cùng một mã nguồn, bản thân nó đã phát triển từ Netscape Communicator và hình thành nên nền tảng của Netscape 6 và Netscape 7.
SeaMonkey được tạo ra vào năm 2005 sau khi Quỹ Mozilla quyết định tập trung vào các dự án độc lập như Firefox và Mozilla Thunderbird. Sự phát triển của SeaMonkey là nhằm hướng tới cộng đồng, trái ngược với gói ứng dụng Mozilla, cho đến phiên bản được phát hành cuối cùng (1.7.13) được điều hành bởi Quỹ Mozilla. Nhóm dẫn đầu dự án mới được gọi là Hội đồng SeaMonkey.
So với Firefox, trình duyệt web SeaMonkey vẫn giữ giao diện truyền thống hơn của Netscape và gói ứng dụng Mozilla, đặc biệt nhất là thiết kế XUL. Điều này cho phép người dùng mở rộng SeaMonkey bằng cách sửa đổi các tiện ích mở rộng cho Mozilla Thunderbird hoặc các tiện ích mở rộng trước đây tương thích với Firefox trước khi chuyển sang WebExtensions.

## Các thành phần

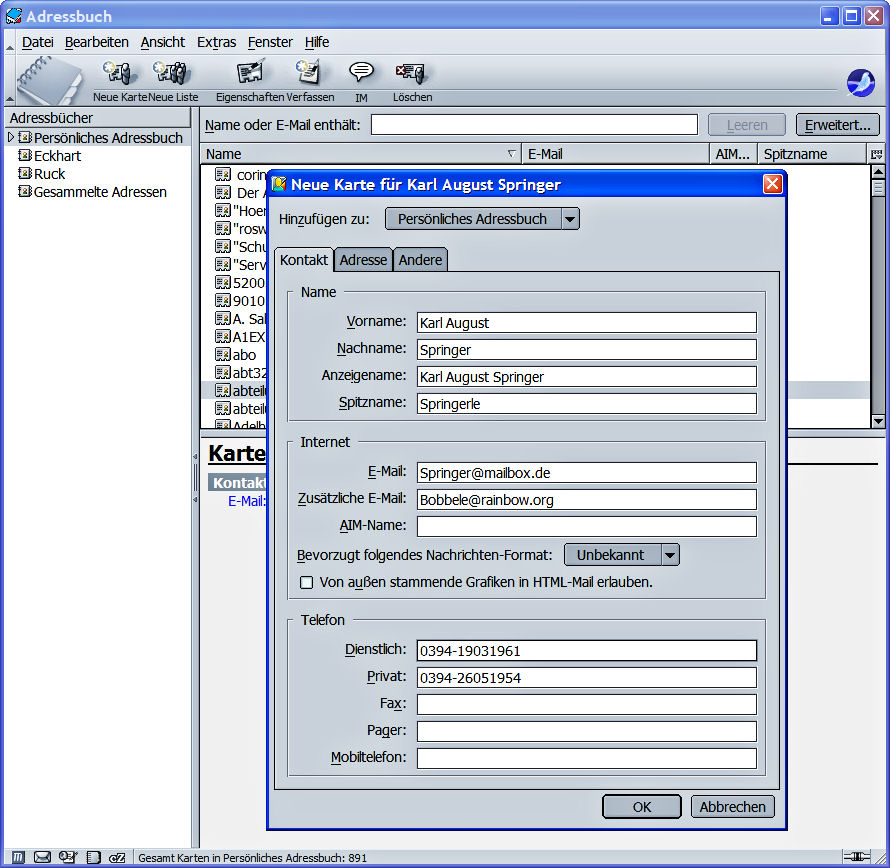
Sổ địa chỉ trong SeaMonkey Mail 1.1.16

SeaMonkey bao gồm một trình duyệt web thuộc của họ phần mềm Netscape, một trình khách gửi email và tin tức (SeaMonkey Mail & Newsgroups, chia sẻ mã nguồn với Mozilla Thunderbird), một trình biên tập HTML (SeaMonkey Composer) và một trình khách IRC (ChatZilla). Bộ phần mềm hỗ trợ giao diện. Nó đi kèm với hai giao diện trong cài đặt mặc định, Hiện đại và Cổ điển.

### Gửi email

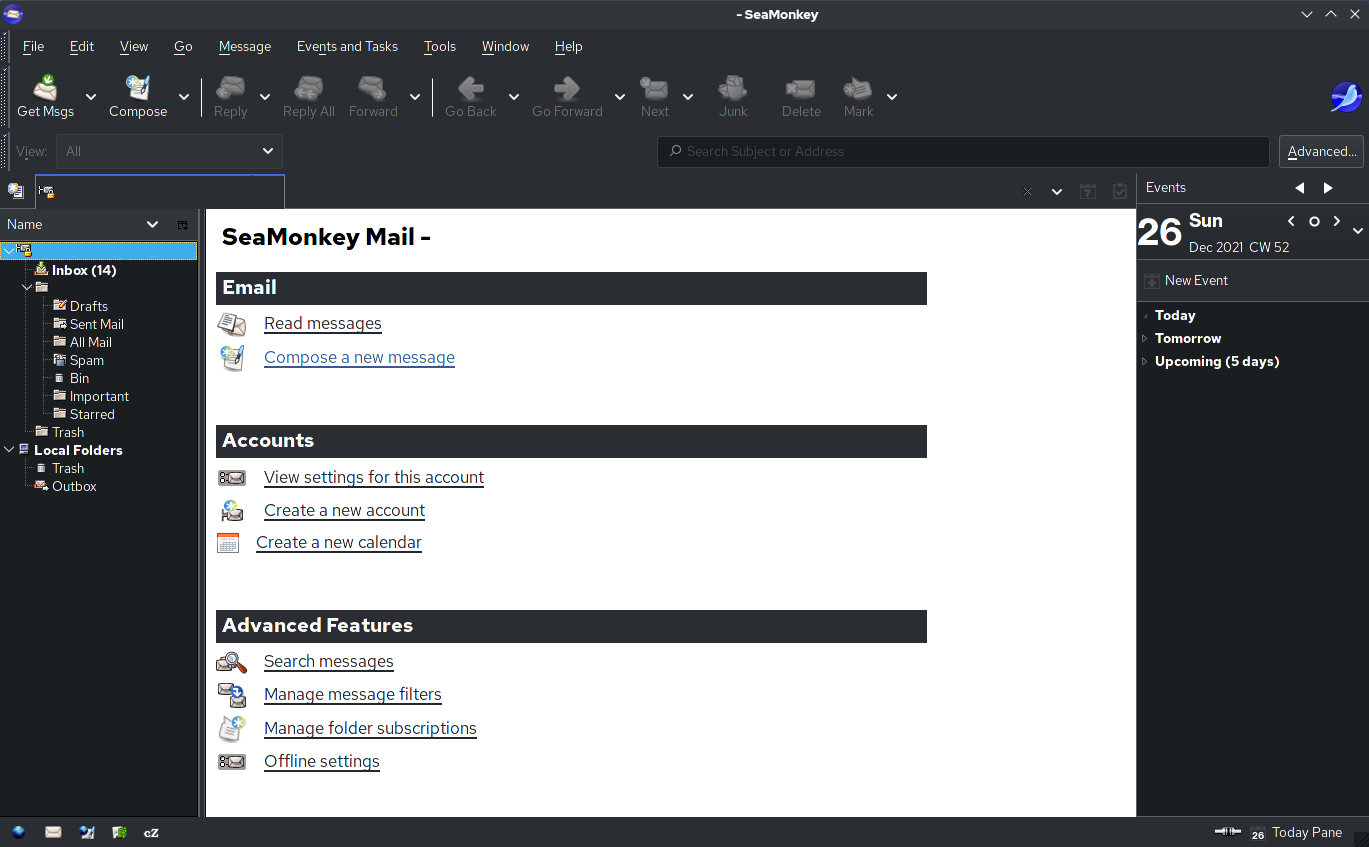
SeaMonkey Mail & Newsgroups 2.53.10

SeaMonkey Mail là một trình khách gửi email bao gồm các tính năng như hỗ trợ cho nhiều tài khoản, phát hiện thư rác, bộ lọc thư, hỗ trợ thư HTML, sổ địa chỉ và các tính năng khác. Nó chia sẻ mã nguồn với Mozilla Thunderbird, cả Thunderbird và SeaMonkey đều được xây dựng từ SourceTree trung tâm của Mozilla.

### Trình biên tập HTML

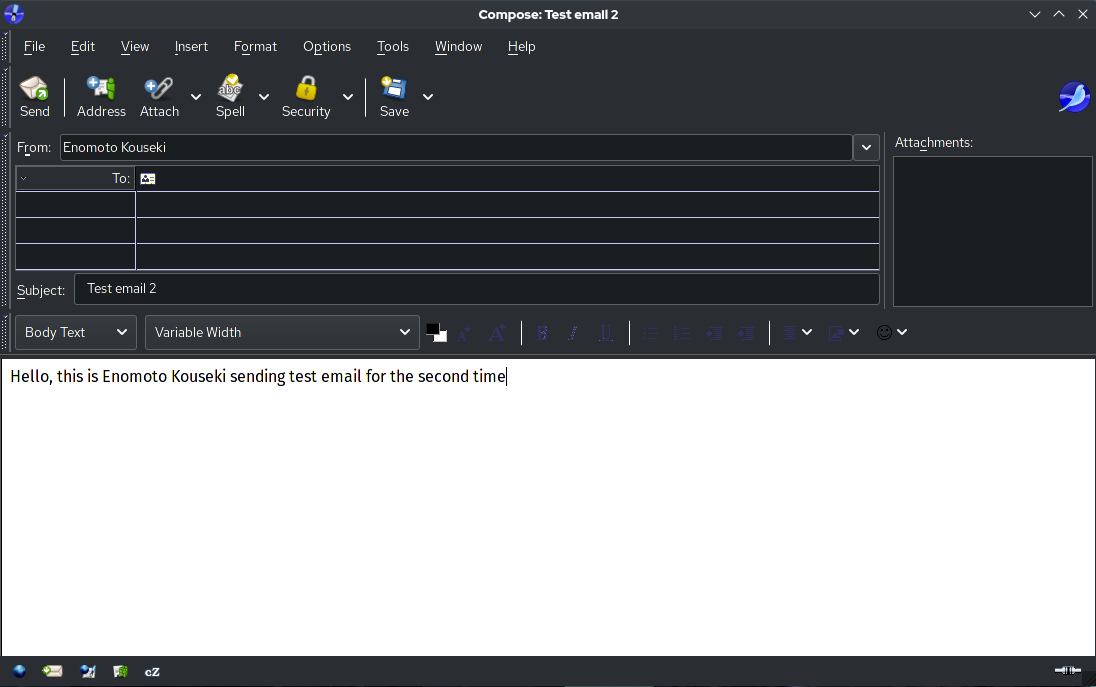
SeaMonkey Composer 2.53.10

SeaMonkey Composer là một trình biên tập HTML WYSIWYG có nguồn gốc từ Mozilla Composer. Giao diện chính của nó bao gồm bốn tab: Bình thường (WYSIWYG), thẻ HTML, mã HTML và xem trước trình duyệt. Mã được tạo sử dụng phiên bản HTML 4.01 chuyển tiếp.

## Đặt tên
Để tránh gây nhầm lẫn cho các tổ chức vẫn muốn sử dụng gói ứng dụng Mozilla ban đầu, sản phẩm mới cần có tên mới. Sau những suy đoán ban đầu của các thành viên trong cộng đồng, một thông báo vào ngày 2 tháng 7 năm 2005 xác nhận rằng SeaMonkey sẽ chính thức trở thành tên của gói ứng dụng Internet thay thế cho gói ứng dụng Mozilla.
"Seamonkey" (với chữ "m" viết thường) dùng để chỉ tôm ngâm nước mặn và đã được Netscape và Quỹ Mozilla sử dụng làm tên mã cho Netscape Communicator 5 chưa từng được phát hành và sau này là bản thân của gói ứng dụng Mozilla. Ban đầu, tên "Seamonkey" được ban quản lý Netscape đặt ra để thay thế cho cái tên "Buttmonkey", mà các nhà phát triển của họ đã chọn sau một cuộc thi nội bộ cho tên mã mới.
Hội đồng SeaMonkey hiện đã đăng ký nhãn hiệu với cái tên này với sự giúp đỡ từ Quỹ Mozilla. Dự án sử dụng một biểu đồ đánh số riêng biệt, với bản phát hành đầu tiên được gọi là SeaMonkey 1.0. Mặc dù có tên và số phiên bản khác, SeaMonkey 1.0 dựa trên cùng một mã nguồn như gói ứng dụng Mozilla 1.7.
Vì lý do nhãn hiệu và bản quyền, Debian đã đổi tên SeaMonkey và phân phối nó dưới dạng Iceape cho đến năm 2013.

## Lịch sử

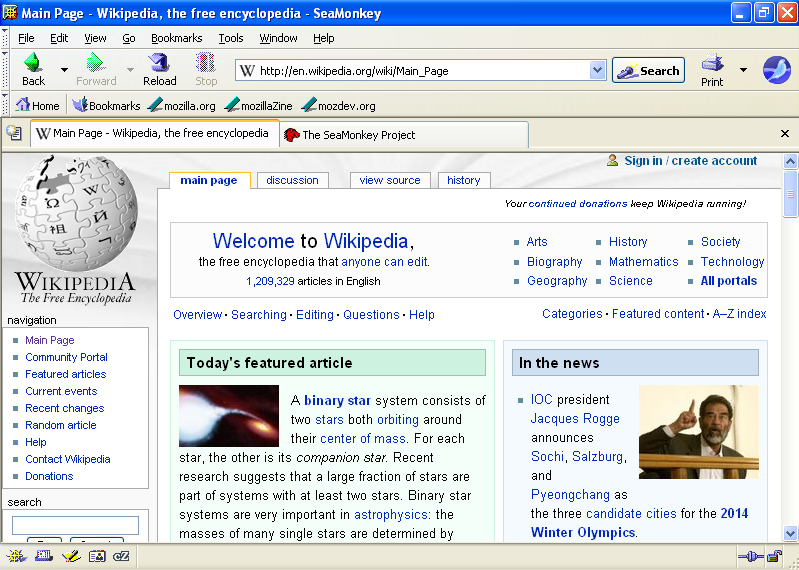
SeaMonkey Navigator 1.0.2

Vào ngày 10 tháng 3 năm 2005, Quỹ Mozilla đã thông báo rằng họ sẽ không phát hành bất kỳ phiên bản chính thức nào của gói ứng dụng Mozilla ngoài 1.7.x, vì hiện tại nó đã tập trung vào các ứng dụng độc lập như Firefox và Mozilla Thunderbird. Tuy nhiên, Quỹ nhấn mạnh rằng nó vẫn sẽ cung cấp cơ sở hạ tầng cho các thành viên cộng đồng muốn tiếp tục phát triển. Trên thực tế, điều này có nghĩa là gói phần mềm này sẽ vẫn tiếp tục được phát triển, nhưng bây giờ là bởi Hội đồng SeaMonkey thay vì Quỹ Mozilla.
SeaMonkey được phát hành lần đầu tiên vào ngày 15 tháng 9 năm 2005. SeaMonkey 1 được phát hành vào ngày 30 tháng 1 năm 2006.
Mã nguồn của dự án Mozilla cốt lõi đã được cấp phép theo giấy phép ba chức năng (trước khi thay đổi thành MPL 2.0) cho phép lựa chọn một trong ba bộ điều khoản cấp phép sau: Giấy phép Công cộng Mozilla, phiên bản 1.1 trở lên, Giấy phép Công cộng GNU, phiên bản 2.0 trở lên, Giấy phép Công cộng GNU Hạn chế, phiên bản 2.1 trở lên.

## Lịch sử phát hành
Các phần của bảng này dựa trên ghi chú phát hành SeaMonkey, lộ trình và ghi chú cuộc họp.
- Bản phát hành cũ
- Bản phát hành hiện tại
- Bản phát hành thử nghiệm hiện tại

| Nhánh Gecko | Phiên bản     | Ngày phát hành              | Những thay đổi đáng kể |
| ----------- | ------------- | --------------------------- | --- |
| 1.8         | 1.0 Alpha     | Ngày 15 tháng 9 năm 2005    | |
| 1.8         | 1.0 Beta      | Ngày 19 tháng 12 năm 2005   | Hỗ trợ đồ họa SVG được bật theo mặc định. |
| 1.8.0       | 1.0           | Ngày 30 tháng 1 năm 2006    | Phiên bản chính thức 1.0 phát hành. |
| 1.8.0       | 1.0.1         | Ngày 13 tháng 4 năm 2006    | Các bản cập nhật bảo mật và hỗ trợ riêng cho máy tính Macintosh dựa trên Intel, thông qua Universal Binary. |
| 1.8.0       | 1.0.2         | Ngày 1 tháng 6 năm 2006     | Cải thiện độ ổn định và sửa lỗi bảo mật. |
| 1.8.0       | 1.0.3         | Ngày 27 tháng 7 năm 2006    | Cải thiện độ ổn định và sửa lỗi bảo mật. |
| 1.8.0       | 1.0.4         | Ngày 2 tháng 8 năm 2006     | Bản sửa lỗi nhỏ cho sự hồi quy với giao thức Microsoft Media Server trong 1.0.3. |
| 1.8.0       | 1.0.5         | Ngày 14 tháng 9 năm 2006    | Cải thiện độ ổn định và sửa lỗi bảo mật. |
| 1.8.0       | 1.0.6         | Ngày 8 tháng 11 năm 2006    | Cải thiện độ ổn định và sửa lỗi bảo mật. |
| 1.8.0       | 1.0.7         | Ngày 20 tháng 12 năm 2006   | Cải thiện độ ổn định và sửa lỗi bảo mật. |
| 1.8.0       | 1.0.8         | Ngày 27 tháng 2 năm 2007    | Cải thiện độ ổn định và sửa lỗi bảo mật. |
| 1.8.0       | 1.0.9         | Ngày 30 tháng 5 năm 2007    | Cải thiện độ ổn định và sửa lỗi bảo mật. Đánh dấu sự kết thúc của dòng SeaMonkey 1.0.x. |
| 1.8.1       | 1.1 Alpha     | Ngày 30 tháng 8 năm 2006    | Tính năng chính hoạt động. |
| 1.8.1       | 1.1 Beta      | Ngày 8 tháng 11 năm 2006    | Tính năng chính hoạt động. |
| 1.8.1       | 1.1           | Ngày 18 tháng 1 năm 2007    | Phiên bản chính thức 1.1 phát hành. |
| 1.8.1       | 1.1.1         | Ngày 28 tháng 2 năm 2007    | Cải thiện độ ổn định và sửa lỗi bảo mật. |
| 1.8.1       | 1.1.2         | Ngày 30 tháng 5 năm 2007    | Cải thiện độ ổn định và sửa lỗi bảo mật. |
| 1.8.1       | 1.1.3         | Ngày 19 tháng 7 năm 2007    | Cải thiện độ ổn định và sửa lỗi bảo mật. |
| 1.8.1       | 1.1.4         | Ngày 3 tháng 8 năm 2007     | Cải thiện độ ổn định và sửa lỗi bảo mật. |
| 1.8.1       | 1.1.5         | Ngày 19 tháng 10 năm 2007   | Cải thiện độ ổn định và sửa lỗi bảo mật. |
| 1.8.1       | 1.1.6         | Ngày 5 tháng 11 năm 2007    | Một số vấn đề nhỏ trong việc hiển thị một số trang web nhất định đã được sửa chữa. |
| 1.8.1       | 1.1.7         | Ngày 30 tháng 11 năm 2007   | Cải thiện độ ổn định và sửa lỗi bảo mật. Đã khắc phục sự cố khi chạy SeaMonkey từ các thư mục ứng dụng chỉ đọc. Phiên bản cuối cùng được phát hành cho Solaris 8. |
| 1.8.1       | 1.1.8         | Ngày 7 tháng 2 năm 2008     | Cải thiện độ ổn định và sửa lỗi bảo mật. |
| 1.8.1       | 1.1.9         | Ngày 25 tháng 3 năm 2008    | Cải thiện độ ổn định và sửa lỗi bảo mật. |
| 1.8.1       | 1.1.10        | Ngày 2 tháng 7 năm 2008     | Cải thiện độ ổn định và sửa lỗi bảo mật. |
| 1.8.1       | 1.1.11        | Ngày 15 tháng 7 năm 2008    | Cải thiện độ ổn định và sửa lỗi bảo mật. |
| 1.8.1       | 1.1.12        | Ngày 23 tháng 9 năm 2008    | Cải thiện độ ổn định và sửa lỗi bảo mật. |
| 1.8.1       | 1.1.13        | Ngày 12 tháng 11 năm 2008   | Cải thiện độ ổn định và sửa lỗi bảo mật. |
| 1.8.1       | 1.1.14        | Ngày 16 tháng 12 năm 2008   | Cải thiện độ ổn định và sửa lỗi bảo mật. |
| 1.8.1       | 1.1.15        | Ngày 18 tháng 3 năm 2009    | Cải thiện độ ổn định và sửa lỗi bảo mật. |
| 1.8.1       | 1.1.16        | Ngày 8 tháng 4 năm 2009     | Cải thiện độ ổn định và sửa lỗi bảo mật. |
| 1.8.1       | 1.1.17        | Ngày 22 tháng 6 năm 2009    | Cải thiện độ ổn định và sửa lỗi bảo mật. |
| 1.8.1       | 1.1.18        | Ngày 3 tháng 9 năm 2009     | Cải thiện độ ổn định và sửa lỗi bảo mật. |
| 1.8.1       | 1.1.19        | Ngày 16 tháng 3 năm 2010    | Cải thiện độ ổn định và sửa lỗi bảo mật. Kết thúc dòng 1.1.x. Phiên bản cuối cùng hỗ trợ Windows 98/Me. Phiên bản cuối cùng được phát hành cho Solaris 10. |
| 1.9.1       | 2.0 Alpha 1   | Ngày 5 tháng 10 năm 2008    | Quá trình chuyển đổi bộ công cụ và tính năng chính hoạt động. |
| 1.9.1       | 2.0 Alpha 2   | Ngày 10 tháng 12 năm 2008   | Quá trình chuyển đổi bộ công cụ và tính năng chính hoạt động. |
| 1.9.1       | 2.0 Alpha 3   | Ngày 3 tháng 3 năm 2009     | Quá trình chuyển đổi bộ công cụ và tính năng chính hoạt động. |
| 1.9.1       | 2.0 Beta 1    | Ngày 21 tháng 7 năm 2009    | Theo bản phát hành ổn định Gecko 1.9.1.1, tính năng chính hoạt động. |
| 1.9.1       | 2.0 Beta 2    | Ngày 12 tháng 9 năm 2009    | Tính năng chính hoạt động. |
| 1.9.1       | 2.0 RC 1      | Ngày 10 tháng 10 năm 2009   | Bản phát hành thử nghiệm đầu tiên. |
| 1.9.1       | 2.0 RC 2      | Ngày 19 tháng 10 năm 2009   | Bản phát hành thử nghiệm thứ hai. |
| 1.9.1       | 2.0           | Ngày 27 tháng 10 năm 2009   | Phiên bản chính thức 2.0 phát hành. |
| 1.9.1       | 2.0.1         | Ngày 15 tháng 12 năm 2009   | Cải thiện độ ổn định và sửa lỗi bảo mật. |
| 1.9.1       | 2.0.2         | Ngày 11 tháng 1 năm 2010    | Cải thiện độ ổn định và sửa lỗi bảo mật. |
| 1.9.1       | 2.0.3         | Ngày 17 tháng 2 năm 2010    | Cải thiện độ ổn định và sửa lỗi bảo mật. |
| 1.9.1       | 2.0.4         | Ngày 30 tháng 3 năm 2010    | Cải thiện độ ổn định và sửa lỗi bảo mật. |
| 1.9.1       | 2.0.5         | Ngày 22 tháng 6 năm 2010    | Cải thiện độ ổn định và sửa lỗi bảo mật. |
| 1.9.1       | 2.0.6         | Ngày 20 tháng 7 năm 2010    | Cải thiện độ ổn định và sửa lỗi bảo mật. |
| 1.9.1       | 2.0.7         | Ngày 7 tháng 9 năm 2010     | Cải thiện độ ổn định và sửa lỗi bảo mật. |
| 1.9.1       | 2.0.8         | Ngày 15 tháng 9 năm 2010    | Chỉ cải thiện độ ổn định. |
| 1.9.1       | 2.0.9         | Ngày 20 tháng 10 năm 2010   | Cải thiện độ ổn định và sửa lỗi bảo mật. |
| 1.9.1       | 2.0.10        | Ngày 28 tháng 10 năm 2010   | Sửa lỗi bảo mật. |
| 1.9.1       | 2.0.11        | Ngày 9 tháng 12 năm 2010    | Cải thiện độ ổn định và sửa lỗi bảo mật. |
| 1.9.1       | 2.0.12        | Ngày 2 tháng 3 năm 2011     | Sửa lỗi bảo mật. |
| 1.9.1       | 2.0.13        | Ngày 23 tháng 3 năm 2011    | Cải thiện độ ổn định và sửa lỗi bảo mật. |
| 1.9.1       | 2.0.14        | Ngày 28 tháng 4 năm 2011    | Cải thiện độ ổn định và sửa lỗi bảo mật. Đây là phiên bản cuối cùng hỗ trợ máy Mac OS X 10.4 Tiger và PowerPC. |
| 1.9.3       | 2.1 Alpha 1   | Ngày 18 tháng 5 năm 2010    | Tính năng làm việc. |
| 1.9.3       | 2.1 Alpha 2   | Ngày 7 tháng 7 năm 2010     | Trình quản lý plugin mới, tính năng làm việc Lưu trữ ngày 12 tháng 7 năm 2010 tại Wayback Machine. |
| 2.0         | 2.1 Alpha 3   | Ngày 24 tháng 8 năm 2010    | Bản phát hành alpha thứ ba. |
| 2.0         | 2.1 Beta 1    | Ngày 20 tháng 10 năm 2010   | Bản phát hành beta đầu tiên. |
| 2.0         | 2.1 Beta 2    | Ngày 14 tháng 2 năm 2011    | Bản phát hành beta thứ hai. |
| 2.0         | 2.1 Beta 3    | Ngày 7 tháng 4 năm 2011     | Bản phát hành beta thứ ba. |
| 2.0         | 2.1 RC 1      | Ngày 12 tháng 5 năm 2011    | Bản phát hành thử nghiệm đầu tiên. |
| 2.0         | 2.1 RC 2      | Ngày 6 tháng 6 năm 2011     | Bản phát hành thử nghiệm thứ hai. |
| 2.0         | 2.1           | Ngày 10 tháng 6 năm 2011    | Phiên bản chính thức 2.1 phát hành. Phiên bản cuối cùng được phát hành cho OS/2. |
| 5.0         | 2.2 Beta 1    | Ngày 22 tháng 6 năm 2011    | Bản phát hành beta đầu tiên. |
| 5.0         | 2.2 Beta 2    | Ngày 28 tháng 6 năm 2011    | Bản phát hành beta thứ hai. |
| 5.0         | 2.2 Beta 3    | Ngày 2 tháng 7 năm 2011     | Bản phát hành beta thứ ba. |
| 5.0         | 2.2           | Ngày 7 tháng 7 năm 2011     | Phiên bản chính thức 2.2 phát hành. |
| 6.0         | 2.3 Beta 1    | Ngày 25 tháng 7 năm 2011    | Bản phát hành beta đầu tiên. |
| 6.0         | 2.3 Beta 2    | Ngày 31 tháng 7 năm 2011    | Bản phát hành beta thứ hai. |
| 6.0         | 2.3 Beta 3    | Ngày 6 tháng 8 năm 2011     | Bản phát hành beta thứ ba. |
| 6.0         | 2.3           | Ngày 16 tháng 8 năm 2011    | Phiên bản chính thức 2.3 phát hành. |
| 6.0         | 2.3.1         | Ngày 23 tháng 8 năm 2011    | Phiên bản chính thức 2.3.1 phát hành. Đã thêm chứng chỉ bảo mật để tránh vô hiệu hóa các bản cập nhật phần mềm tự động trong tương lai. |
| 6.0         | 2.3.2         | Ngày 31 tháng 8 năm 2011    | Phiên bản chính thức 2.3.2 phát hành. Đã xóa chứng chỉ gốc cho Diginotar. Nhiều bản tải xuống tự xác định sai là phiên bản 2.3.1. |
| 6.0         | 2.3.3         | Ngày 6 tháng 9 năm 2011     | Phiên bản chính thức 2.3.3 phát hành. Đã xóa các mục ngoại lệ đáng tin cậy cho các chứng chỉ do Staat der Nederlanden cấp. Đã sửa lỗi với miền .gov.uk. |
| 7.0         | 2.4 Beta 1    | Ngày 6 (7) tháng 9 năm 2011 | Bản phát hành beta đầu tiên. |
| 7.0         | 2.4 Beta 2    | Ngày 12 tháng 9 năm 2011    | Bản phát hành beta thứ hai. |
| 7.0         | 2.4 Beta 3    | Ngày 18 tháng 9 năm 2011    | Bản phát hành beta thứ ba. |
| 7.0         | 2.4           | Ngày 27 tháng 9 năm 2011    | Phiên bản chính thức 2.4 phát hành. |
| 7.0         | 2.4.1         | Ngày 29 tháng 9 năm 2011    | Phiên bản chính thức 2.4.1 phát hành. |
| 8.0         | 2.5 Beta 1    | Ngày 30 tháng 9 năm 2011    | Bản phát hành beta đầu tiên. |
| 8.0         | 2.5 Beta 2    | Ngày 7 tháng 10 năm 2011    | Bản phát hành beta thứ hai. |
| 8.0         | 2.5 Beta 3    | Ngày 14 tháng 10 năm 2011   | Bản phát hành beta thứ ba. |
| 8.0         | 2.5 Beta 4    | Ngày 9 tháng 11 năm 2011    | Bản phát hành beta thứ tư. |
| 8.0         | 2.5           | Ngày 22 tháng 11 năm 2011   | Phiên bản chính thức 2.5 phát hành. |
| 9.0         | 2.6 Beta 1    | Ngày 23 tháng 11 năm 2011   | Bản phát hành beta đầu tiên. |
| 9.0         | 2.6 Beta 2    | Ngày 3 tháng 12 năm 2011    | Bản phát hành beta thứ hai. |
| 9.0         | 2.6 Beta 3    | Ngày 9 tháng 12 năm 2011    | Bản phát hành beta thứ ba. |
| 9.0         | 2.6 Beta 4    | Ngày 14 tháng 12 năm 2011   | Bản phát hành beta thứ tư. |
| 9.0         | 2.6           | Ngày 20 tháng 12 năm 2011   | Phiên bản chính thức 2.6 phát hành. |
| 9.0         | 2.6.1         | Ngày 22 tháng 12 năm 2011   | Phiên bản chính thức 2.6.1 phát hành. |
| 10.0        | 2.7 Beta 1    | Ngày 24 tháng 12 năm 2011   | Bản phát hành beta đầu tiên. |
| 10.0        | 2.7 Beta 2    | Ngày 30 tháng 12 năm 2011   | Bản phát hành beta thứ hai. |
| 10.0        | 2.7 Beta 3    | Ngày 7 tháng 1 năm 2012     | Bản phát hành beta thứ ba. |
| 10.0        | 2.7 Beta 4    | Ngày 20 tháng 1 năm 2012    | Bản phát hành beta thứ tư. |
| 10.0        | 2.7 Beta 5    | Ngày 26 tháng 1 năm 2012    | Bản phát hành beta thứ năm. |
| 10.0        | 2.7           | Ngày 31 tháng 1 năm 2012    | Phiên bản chính thức 2.7 phát hành. |
| 10.0        | 2.7.1         | Ngày 10 tháng 2 năm 2012    | Phiên bản chính thức 2.7.1 phát hành. |
| 10.0        | 2.7.2         | Ngày 17 tháng 2 năm 2012    | Phiên bản chính thức 2.7.2 phát hành. |
| 11.0        | 2.8 Alpha 1   | Ngày 17 tháng 12 năm 2011   | Bản phát hành alpha đầu tiên. |
| 11.0        | 2.8 Alpha 2   | Ngày 18 tháng 12 năm 2011   | Bản phát hành alpha thứ hai. |
| 11.0        | 2.8 Beta 1    | Ngày 4 tháng 2 năm 2012     | Bản phát hành beta đầu tiên. |
| 11.0        | 2.8 Beta 2    | Ngày 9 tháng 2 năm 2012     | Bản phát hành beta thứ hai. |
| 11.0        | 2.8 Beta 3    | Ngày 18 tháng 2 năm 2012    | Bản phát hành beta thứ ba. |
| 11.0        | 2.8 Beta 4    | Ngày 25 tháng 2 năm 2012    | Bản phát hành beta thứ tư. |
| 11.0        | 2.8 Beta 5    | Ngày 6 tháng 3 năm 2012     | Bản phát hành beta thứ năm. |
| 11.0        | 2.8 Beta 6    | Ngày 8 tháng 3 năm 2012     | Bản phát hành beta thứ sáu. |
| 11.0        | 2.8           | Ngày 13 tháng 3 năm 2012    | Phiên bản chính thức 2.8 phát hành. |
| 12.0        | 2.9 Alpha 1   | Ngày 20 tháng 1 năm 2012    | Bản phát hành alpha đầu tiên. |
| 12.0        | 2.9 Beta 1    | Ngày 26 tháng 3 năm 2012    | Bản phát hành beta đầu tiên. |
| 12.0        | 2.9 Beta 2    | Ngày 30 tháng 3 năm 2012    | Bản phát hành beta thứ hai. |
| 12.0        | 2.9 Beta 3    | Ngày 14 tháng 4 năm 2012    | Bản phát hành beta thứ ba. |
| 12.0        | 2.9 Beta 4    | Ngày 19 tháng 4 năm 2012    | Bản phát hành beta thứ tư. |
| 12.0        | 2.9           | Ngày 24 tháng 4 năm 2012    | Phiên bản chính thức 2.9 phát hành. |
| 12.0        | 2.9.1         | Ngày 30 tháng 4 năm 2012    | Phiên bản chính thức 2.9.1 phát hành. Đây là phiên bản cuối cùng hỗ trợ Windows 2000. |
| 13.0        | 2.10 Beta 1   | Ngày 12 tháng 5 năm 2012    | Bản phát hành beta đầu tiên. |
| 13.0        | 2.10 Beta 2   | Ngày 23 tháng 5 năm 2012    | Bản phát hành beta thứ hai. |
| 13.0        | 2.10 Beta 3   | Ngày 1 tháng 6 năm 2012     | Bản phát hành beta thứ ba. |
| 13.0        | 2.10          | Ngày 6 tháng 6 năm 2012     | Phiên bản chính thức 2.10 phát hành. |
| 13.0        | 2.10.1        | Ngày 16 tháng 6 năm 2012    | Phiên bản chính thức 2.10.1 phát hành. |
| 14.0        | 2.11 Beta 1   | Ngày 8 tháng 6 năm 2012     | Bản phát hành beta đầu tiên. |
| 14.0        | 2.11 Beta 2   | Ngày 14 tháng 6 năm 2012    | Bản phát hành beta thứ hai. |
| 14.0        | 2.11 Beta 3   | Ngày 23 tháng 6 năm 2012    | Bản phát hành beta thứ ba. |
| 14.0        | 2.11 Beta 4   | Ngày 1 tháng 7 năm 2012     | Bản phát hành beta thứ tư. |
| 14.0        | 2.11 Beta 5   | Ngày 6 tháng 7 năm 2012     | Bản phát hành beta thứ năm. |
| 14.0        | 2.11 Beta 6   | Ngày 11 tháng 7 năm 2012    | Bản phát hành beta thứ sáu. |
| 14.0        | 2.11          | Ngày 17 tháng 7 năm 2012    | Phiên bản chính thức 2.11 phát hành. |
| 15.0        | 2.12 Beta 1   | Ngày 21 tháng 7 năm 2012    | Bản phát hành beta đầu tiên. |
| 15.0        | 2.12 Beta 2   | Ngày 27 tháng 7 năm 2012    | Bản phát hành beta thứ hai. |
| 15.0        | 2.12          | Ngày 28 tháng 8 năm 2012    | Phiên bản chính thức 2.12 phát hành. |
| 15.0        | 2.12.1        | Ngày 10 tháng 9 năm 2012    | Phiên bản chính thức 2.12.1 phát hành. |
| 16.0        | 2.13 Beta 1   | Ngày 1 tháng 9 năm 2012     | Bản phát hành beta đầu tiên. |
| 16.0        | 2.13 Beta 2   | Ngày 7 tháng 9 năm 2012     | Bản phát hành beta thứ hai. |
| 16.0        | 2.13 Beta 3   | Ngày 14 tháng 9 năm 2012    | Bản phát hành beta thứ ba. |
| 16.0        | 2.13 Beta 4   | Ngày 23 tháng 9 năm 2012    | Bản phát hành beta thứ tư. |
| 16.0        | 2.13 Beta 5   | Ngày 29 tháng 9 năm 2012    | Bản phát hành beta thứ năm. |
| 16.0        | 2.13 Beta 6   | Ngày 5 tháng 10 năm 2012    | Bản phát hành beta thứ sáu. |
| 16.0        | 2.13          | Ngày 9 tháng 10 năm 2012    | Phiên bản chính thức 2.13 phát hành. |
| 16.0        | 2.13.1        | Ngày 12 tháng 10 năm 2012   | Phiên bản chính thức 2.13.1 phát hành. |
| 16.0        | 2.13.2        | Ngày 27 tháng 10 năm 2012   | Phiên bản chính thức 2.13.2 phát hành. Phiên bản cuối cùng được hỗ trợ trên Mac OS X 10.5. |
| 17.0        | 2.14 beta 1   | Ngày 22 tháng 10 năm 2012   | Phiên bản beta đầu tiên. |
| 17.0        | 2.14 beta 2   | Ngày 26 tháng 10 năm 2012   | Phiên bản beta thứ hai. |
| 17.0        | 2.14 beta 3   | Ngày 2 tháng 11 năm 2012    | Phiên bản beta thứ ba. |
| 17.0        | 2.14 beta 4   | Ngày 9 tháng 11 năm 2012    | Phiên bản beta thứ tư. |
| 17.0        | 2.14 beta 5   | Ngày 9 tháng 11 năm 2012    | Phiên bản beta thứ năm. |
| 17.0        | 2.14          | Ngày 9 tháng 11 năm 2012    | Phiên bản chính thức 2.14. |
| 17.0        | 2.14.1        | Ngày 30 tháng 11 năm 2012   | Phiên bản chính thức 2.14.1. |
| 18.0        | 2.15 beta 1   | Ngày 26 tháng 11 năm 2012   | Phiên bản beta đầu tiên. |
| 18.0        | 2.15 beta 2   | Ngày 9 tháng 12 năm 2012    | Phiên bản beta thứ hai. |
| 18.0        | 2.15 beta 3   | Ngày 7 tháng 12 năm 2012    | Phiên bản beta thứ ba. |
| 18.0        | 2.15 beta 4   | Ngày 14 tháng 12 năm 2012   | Phiên bản beta thứ tư. |
| 18.0        | 2.15 beta 5   | Ngày 21 tháng 12 năm 2012   | Phiên bản beta thứ năm. |
| 18.0        | 2.15 beta 6   | Ngày 2 tháng 1 năm 2013     | Phiên bản beta thứ sáu. |
| 18.0        | 2.15          | Ngày 8 tháng 1 năm 2013     | Phiên bản chính thức 2.15 phát hành. |
| 18.0        | 2.15.1        | Ngày 20 tháng 1 năm 2013    | Phiên bản chính thức 2.15.1 phát hành. |
| 18.0        | 2.15.2        | Ngày 4 tháng 2 năm 2013     | Phiên bản chính thức 2.15.2 phát hành. |
| 19.0        | 2.16 beta 1   | Ngày 12 tháng 1 năm 2013    | Phiên bản beta đầu tiên. |
| 19.0        | 2.16 beta 2   | Ngày 27 tháng 1 năm 2013    | Phiên bản beta thứ hai. |
| 19.0        | 2.16 Beta 3   | Ngày 1 tháng 2 năm 2013     | Phiên bản beta thứ ba. |
| 19.0        | 2.16 Beta 4   | Ngày 8 tháng 2 năm 2013     | Phiên bản beta thứ tư. |
| 19.0        | 2.16 Beta 5   | Ngày 15 tháng 2 năm 2013    | Phiên bản beta thứ năm. |
| 19.0        | 2.16          | Ngày 21 tháng 2 năm 2013    | Phiên bản chính thức 2.16 phát hành. |
| 19.0        | 2.16.1        | Ngày 8 tháng 3 năm 2013     | Phiên bản chính thức 2.16.1 phát hành. |
| 19.0        | 2.16.2        | Ngày 13 tháng 3 năm 2013    | Phiên bản chính thức 2.16.2 phát hành. |
| 20.0        | 2.17 beta 1   | Ngày 26 tháng 2 năm 2013    | Phiên bản beta đầu tiên. |
| 20.0        | 2.17 beta 2   | Ngày 18 tháng 3 năm 2013    | Phiên bản beta thứ hai. |
| 20.0        | 2.17 beta 3   | Ngày 24 tháng 3 năm 2013    | Phiên bản beta thứ ba. |
| 20.0        | 2.17 beta 4   | Ngày 28 tháng 3 năm 2013    | Phiên bản beta thứ tư. |
| 20.0        | 2.17          | Ngày 2 tháng 4 năm 2013     | Phiên bản chính thức 2.17 phát hành. |
| 20.0        | 2.17.1        | Ngày 14 tháng 4 năm 2013    | Phiên bản chính thức 2.17.1 phát hành. |
| 21.0        | 2.18 Beta 1   | Ngày 5 tháng 4 năm 2013     | Phiên bản beta đầu tiên. |
| 21.0        | 2.18 Beta 2   | Ngày 19 tháng 4 năm 2013    | Phiên bản beta thứ hai. |
| 21.0        | 2.18 Beta 3   | Ngày 27 tháng 4 năm 2013    | Phiên bản beta thứ ba. |
| 21.0        | 2.18 Beta 4   | Ngày 3 tháng 5 năm 2013     | Phiên bản beta thứ tư. |
| 21.0        | 2.18          | Chưa ra mắt                 | Phiên bản chính thức 2.18 đã bị bỏ qua do các vấn đề kỹ thuật với cấu trúc phần mềm. |
| 22.0        | 2.19 Beta 1   | Ngày 20 tháng 6 năm 2013    | Phiên bản beta đầu tiên. |
| 22.0        | 2.19 Beta 2   | Ngày 26 tháng 6 năm 2013    | Phiên bản beta thứ hai. |
| 22.0        | 2.19          | Ngày 2 tháng 7 năm 2013     | Phiên bản chính thức 2.19 phát hành. |
| 23.0        | 2.20 Beta 1   | Ngày 9 tháng 7 năm 2013     | Phiên bản beta đầu tiên. |
| 23.0        | 2.20 Beta 2   | Ngày 23 tháng 7 năm 2013    | Phiên bản beta thứ hai. |
| 23.0        | 2.20 Beta 2   | Ngày 30 tháng 7 năm 2013    | Phiên bản beta thứ ba. |
| 23.0        | 2.20          | Ngày 6 tháng 8 năm 2013     | Phiên bản chính thức 2.20 phát hành. |
| 24.0        | 2.21 Beta 1   | Ngày 7 tháng 9 năm 2013     | Phiên bản beta đầu tiên. |
| 24.0        | 2.21 Beta 2   | Ngày 11 tháng 9 năm 2013    | Phiên bản beta thứ hai. |
| 24.0        | 2.21          | Ngày 17 tháng 9 năm 2013    | Phiên bản chính thức 2.21 phát hành. |
| 25.0        | 2.22 Beta 1   | Ngày 21 tháng 10 năm 2013   | Phiên bản beta đầu tiên. |
| 25.0        | 2.22 Beta 2   | Ngày 25 tháng 10 năm 2013   | Phiên bản beta thứ hai. |
| 25.0        | 2.22          | Ngày 30 tháng 10 năm 2013   | Phiên bản chính thức 2.22 phát hành. |
| 25.0        | 2.22.1        | Ngày 18 tháng 11 năm 2013   | Phiên bản chính thức 2.22.1 phát hành. |
| 26.0        | 2.23 Beta 1   | Ngày 6 tháng 12 năm 2013    | Phiên bản beta đầu tiên. |
| 26.0        | 2.23 Beta 2   | Ngày 8 tháng 12 năm 2013    | Phiên bản beta thứ hai. |
| 26.0        | 2.23          | Ngày 12 tháng 12 năm 2013   | Phiên bản chính thức 2.23 phát hành. |
| 27.0        | 2.24 Beta 1   | Ngày 3 tháng 2 năm 2014     | Phiên bản beta đầu tiên. |
| 27.0        | 2.24          | Ngày 6 tháng 2 năm 2014     | Phiên bản chính thức 2.24 phát hành. |
| 28.0        | 2.25 Beta 1   | Ngày 13 tháng 2 năm 2014    | Phiên bản beta đầu tiên. |
| 28.0        | 2.25 Beta 2   | Ngày 9 tháng 3 năm 2014     | Phiên bản beta thứ hai. |
| 28.0        | 2.25 Beta 3   | Ngày 14 tháng 3 năm 2014    | Phiên bản beta thứ ba. |
| 28.0        | 2.25          | Ngày 19 tháng 3 năm 2014    | Phiên bản chính thức 2.25 phát hành. |
| 29.0        | 2.26 Beta 1   | Ngày 9 tháng 4 năm 2014     | Phiên bản beta đầu tiên. |
| 29.0        | 2.26 Beta 2   | Ngày 18 tháng 4 năm 2014    | Phiên bản beta thứ hai. |
| 29.0        | 2.26          | Ngày 2 tháng 5 năm 2014     | Phiên bản chính thức 2.26.0 phát hành. |
| 29.0        | 2.26.1        | Ngày 16 tháng 6 năm 2014    | Phiên bản chính thức 2.26.1 phát hành. |
| 30.0        | 2.27          | Chưa ra mắt                 | Phiên bản chính thức 2.27 đã bị bỏ qua do các vấn đề kỹ thuật với cấu trúc phần mềm. |
| 31.0        | 2.28          | Chưa ra mắt                 | Phiên bản chính thức 2.28 đã bị bỏ qua do các vấn đề kỹ thuật với cấu trúc phần mềm. |
| 32.0        | 2.29 Beta 1   | Ngày 27 tháng 8 năm 2014    | Phiên bản beta đầu tiên. |
| 32.0        | 2.29 Beta 2   | Ngày 2 tháng 9 năm 2014     | Phiên bản beta thứ hai. |
| 32.0        | 2.29          | Ngày 7 tháng 9 năm 2014     | Phiên bản chính thức 2.29 phát hành. |
| 32.0        | 2.29.1        | Ngày 24 tháng 9 năm 2014    | Phiên bản chính thức 2.29.1 phát hành. |
| 33.0        | 2.30 Beta 1   | Ngày 9 tháng 10 năm 2014    | Phiên bản beta đầu tiên. |
| 33.0        | 2.30 Beta 2   | Ngày 12 tháng 10 năm 2014   | Phiên bản beta thứ hai. |
| 33.0        | 2.30          | Ngày 15 tháng 10 năm 2014   | Phiên bản chính thức 2.30 phát hành. |
| 34.0        | 2.31 Beta 1   | Ngày 2 tháng 11 năm 2014    | Phiên bản beta đầu tiên. |
| 34.0        | 2.31 Beta 2   | Ngày 28 tháng 11 năm 2014   | Phiên bản beta thứ hai. |
| 34.0        | 2.31          | Ngày 4 tháng 12 năm 2014    | Phiên bản chính thức 2.31 phát hành. |
| 35.0        | 2.32 Beta 1   | Ngày 16 tháng 12 năm 2014   | Phiên bản beta đầu tiên. |
| 35.0        | 2.32 Beta 2   | Ngày 21 tháng 12 năm 2014   | Phiên bản beta thứ hai. |
| 35.0        | 2.32 Beta 3   | Ngày 4 tháng 1 năm 2015     | Phiên bản beta thứ ba. |
| 35.0        | 2.32          | Ngày 13 tháng 1 năm 2015    | Phiên bản chính thức 2.32 phát hành. |
| 35.0        | 2.32.1        | Ngày 6 tháng 2 năm 2015     | Phiên bản chính thức 2.32.1 phát hành. |
| 36.0        | 2.33 Beta 1   | Ngày 26 tháng 2 năm 2015    | Phiên bản beta đầu tiên. |
| 36.0        | 2.33          | Ngày 10 tháng 3 năm 2015    | Phiên bản chính thức 2.33 phát hành. |
| 36.0        | 2.33.1        | Ngày 24 tháng 3 năm 2015    | Phiên bản chính thức 2.33.1 phát hành. |
| 37.0        | 2.34          | Chưa ra mắt                 | Phiên bản chính thức 2.34 đã bị bỏ qua. |
| 38.0        | 2.35          | Ngày 3 tháng 9 năm 2015     | Phiên bản chính thức 2.35 phát hành. |
| 39.0        | 2.36          | Chưa ra mắt                 | Phiên bản chính thức 2.36 đã bị bỏ qua. |
| 40.0        | 2.37          | Chưa ra mắt                 | Phiên bản chính thức 2.37 đã bị bỏ qua. |
| 41.0        | 2.38 Beta 1   | Ngày 7 tháng 9 năm 2015     | Phiên bản beta đầu tiên. |
| 41.0        | 2.38          | Ngày 26 tháng 9 năm 2015    | Phiên bản chính thức 2.38 phát hành. |
| 42.0        | 2.39 Beta 1   | Ngày 2 tháng 11 năm 2015    | Phiên bản beta đầu tiên. |
| 42.0        | 2.39          | Ngày 8 tháng 11 năm 2015    | Phiên bản chính thức 2.39 phát hành. |
| 43.0        | 2.40          | Ngày 14 tháng 3 năm 2016    | Phiên bản chính thức 2.40 phát hành. Đây là phiên bản cuối cùng hỗ trợ CPU không có SSE2 trong Windows. Đây là phiên bản cuối cùng hỗ trợ Mac OS X 10.6-10.8. |
| 44.0        | 2.41          | Chưa ra mắt                 | Phiên bản chính thức 2.41 đã bị bỏ qua. |
| 45.0        | 2.42          | Chưa ra mắt                 | Phiên bản chính thức 2.42 đã bị bỏ qua. |
| 46.0        | 2.43          | Chưa ra mắt                 | Phiên bản chính thức 2.43 đã bị bỏ qua. |
| 47.0        | 2.44          | Chưa ra mắt                 | Phiên bản chính thức 2.44 đã bị bỏ qua. |
| 48.0        | 2.45          | Chưa ra mắt                 | Phiên bản chính thức 2.45 đã bị bỏ qua. |
| 49.0        | 2.46          | Ngày 22 tháng 12 năm 2016   | Phiên bản chính thức 2.46 phát hành. |
| 50.0        | 2.47          | Chưa ra mắt                 | Phiên bản chính thức 2.47 đã bị bỏ qua để có lợi cho phiên bản 2.46. |
| 51.0        | 2.48 Beta 1   | Ngày 15 tháng 4 năm 2017    | Phiên bản beta đầu tiên. |
| 51.0        | 2.48          | Ngày 31 tháng 7 năm 2017    | Phiên bản chính thức 2.48 phát hành. Đây là phiên bản cuối cùng hỗ trợ GTK2 trên Linux. |
| 52.4        | 2.49.1        | Ngày 4 tháng 11 năm 2017    | Phiên bản chính thức 2.49.1 phát hành. Được xây dựng từ cùng một nhánh của Bản phát hành Hỗ trợ Mở rộng (ESR) như Firefox 52 ESR và Thunderbird 52. |
| 52.6        | 2.49.2        | Ngày 15 tháng 2 năm 2018    | Phiên bản chính thức 2.49.2 phát hành. Được xây dựng từ cùng một nhánh của Bản phát hành Hỗ trợ Mở rộng (ESR) như Firefox 52 ESR và Thunderbird 52. |
| 52.7.3      | 2.49.3        | Ngày 4 tháng 5 năm 2018     | Phiên bản chính thức 2.49.3 phát hành. Được xây dựng từ cùng một nhánh của Bản phát hành Hỗ trợ Mở rộng (ESR) như Firefox 52 ESR và Thunderbird 52. |
| 52.9.1      | 2.49.4        | Ngày 27 tháng 7 năm 2018    | Phiên bản chính thức 2.49.4 phát hành. Được xây dựng từ cùng một nhánh của Bản phát hành Hỗ trợ Mở rộng (ESR) như Firefox 52 ESR và Thunderbird 52. Đây là phiên bản cuối cùng hỗ trợ các plugin khác ngoài Flash trên macOS. |
| 52.9.1      | 2.49.5        | Ngày 4 tháng 9 năm 2019     | Phiên bản chính thức 2.49.5 phát hành. Được xây dựng từ cùng một nhánh của Bản phát hành Hỗ trợ Mở rộng (ESR) như Firefox 52 ESR và Thunderbird 52. Đây là phiên bản cuối cùng hỗ trợ Windows XP/Server 2003 và Windows Vista/Server 2008. Đây là phiên bản cuối cùng hỗ trợ ALSA trên Linux. Đây là phiên bản cuối cùng hỗ trợ các plugin NPAPI khác với Flash. |
| 60.3        | 2.53.1 Beta 1 | Ngày 18 tháng 1 năm 2020    | Các bản cập nhật được hỗ trợ từ nhánh Bản phát hành Hỗ trợ Mở rộng (ESR) bao gồm Firefox 60 ESR và Thunderbird 60. |
| 60.3        | 2.53.1        | Ngày 28 tháng 2 năm 2020    | Các bản cập nhật được hỗ trợ từ nhánh Bản phát hành Hỗ trợ Mở rộng (ESR) bao gồm Firefox 60 ESR và Thunderbird 60. |
| 60.3        | 2.53.2 Beta 1 | Ngày 15 tháng 4 năm 2020    | Các bản cập nhật được hỗ trợ từ nhánh Bản phát hành Hỗ trợ Mở rộng (ESR) bao gồm Firefox 60 ESR và Thunderbird 60. |
| 60.3        | 2.53.2        | Ngày 3 tháng 5 năm 2020     | Các bản cập nhật được hỗ trợ từ nhánh Bản phát hành Hỗ trợ Mở rộng (ESR) bao gồm Firefox 60 ESR và Thunderbird 60. |
| 60.4        | 2.53.3 Beta 1 | Ngày 15 tháng 6 năm 2020    | Các bản cập nhật được hỗ trợ từ nhánh Bản phát hành Hỗ trợ Mở rộng (ESR) bao gồm Firefox 60 ESR và Thunderbird 60. |
| 60.4        | 2.53.3        | Ngày 7 tháng 7 năm 2020     | Các bản cập nhật được hỗ trợ từ nhánh Bản phát hành Hỗ trợ Mở rộng (ESR) bao gồm Firefox 60 ESR và Thunderbird 60. |
| 60.6        | 2.53.4b1      | Ngày 20 tháng 8 năm 2020    | Các bản cập nhật được hỗ trợ từ nhánh Bản phát hành Hỗ trợ Mở rộng (ESR) bao gồm Firefox 60 ESR và Thunderbird 60. |
| 60.6        | 2.53.4        | Ngày 22 tháng 9 năm 2020    | Các bản cập nhật được hỗ trợ từ nhánh Bản phát hành Hỗ trợ Mở rộng (ESR) bao gồm Firefox 60 ESR và Thunderbird 60. |
| 60.8        | 2.53.5b1      | Ngày 29 tháng 10 năm 2020   | Các bản cập nhật được hỗ trợ từ nhánh Bản phát hành Hỗ trợ Mở rộng (ESR) bao gồm Firefox 60 ESR và Thunderbird 60. |
| 60.8        | 2.53.5        | Ngày 13 tháng 11 năm 2020   | Các bản cập nhật được hỗ trợ từ nhánh Bản phát hành Hỗ trợ Mở rộng (ESR) bao gồm Firefox 60 ESR và Thunderbird 60. |
| 60.8        | 2.53.5.1      | Ngày 17 tháng 11 năm 2020   | Các bản cập nhật được hỗ trợ từ nhánh Bản phát hành Hỗ trợ Mở rộng (ESR) bao gồm Firefox 60 ESR và Thunderbird 60. |
| 60.8        | 2.53.6b1      | Ngày 28 tháng 12 năm 2020   | Các bản cập nhật được hỗ trợ từ nhánh Bản phát hành Hỗ trợ Mở rộng (ESR) bao gồm Firefox 60 ESR và Thunderbird 60. |
| 60.8        | 2.53.6        | Ngày 22 tháng 1 năm 2021    | Phiên bản cuối cùng bao gồm hỗ trợ cho các plugin NPAPI. |
| 60.8        | 2.53.7        | Ngày 10 tháng 3 năm 2021    | Các bản cập nhật được hỗ trợ từ nhánh Bản phát hành Hỗ trợ Mở rộng (ESR) bao gồm Firefox 60 ESR và Thunderbird 60. |
| 60.8        | 2.53.7.1      | Ngày 15 tháng 4 năm 2021    | Các bản cập nhật được hỗ trợ từ nhánh Bản phát hành Hỗ trợ Mở rộng (ESR) bao gồm Firefox 60 ESR và Thunderbird 60. |
| 60.8        | 2.53.8b1      | Ngày 31 tháng 5 năm 2021    | Các bản cập nhật được hỗ trợ từ nhánh Bản phát hành Hỗ trợ Mở rộng (ESR) bao gồm Firefox 60 ESR và Thunderbird 60. |
| 60.8        | 2.53.8        | Ngày 30 tháng 6 năm 2021    | Các bản cập nhật được hỗ trợ từ nhánh Bản phát hành Hỗ trợ Mở rộng (ESR) bao gồm Firefox 60 ESR và Thunderbird 60. |
| 60.8        | 2.53.9b1      | Ngày 11 tháng 8 năm 2021    | Các bản cập nhật được hỗ trợ từ nhánh Bản phát hành Hỗ trợ Mở rộng (ESR) bao gồm Firefox 60 ESR và Thunderbird 60. |
| 60.8        | 2.53.9        | Ngày 26 tháng 8 năm 2021    | Các bản cập nhật được hỗ trợ từ nhánh Bản phát hành Hỗ trợ Mở rộng (ESR) bao gồm Firefox 60 ESR và Thunderbird 60. |
| 60.8        | 2.53.9.1      | Ngày 28 tháng 9 năm 2021    | Các bản cập nhật được hỗ trợ từ nhánh Bản phát hành Hỗ trợ Mở rộng (ESR) bao gồm Firefox 60 ESR và Thunderbird 60. |
| 60.8        | 2.53.10b1     | Ngày 29 tháng 10 năm 2021   | Các bản cập nhật được hỗ trợ từ nhánh Bản phát hành Hỗ trợ Mở rộng (ESR) bao gồm Firefox 60 ESR và Thunderbird 60. |
| 60.8        | 2.53.10       | Ngày 16 tháng 11 năm 2021   | Các bản cập nhật được hỗ trợ từ nhánh Bản phát hành Hỗ trợ Mở rộng (ESR) bao gồm Firefox 60 ESR và Thunderbird 60. |
| 60.8        | 2.53.10.1     | Ngày 13 tháng 12 năm 2021   | Các bản cập nhật được hỗ trợ từ nhánh Bản phát hành Hỗ trợ Mở rộng (ESR) bao gồm Firefox 60 ESR và Thunderbird 60. |
| 60.8        | 2.53.10.2     | Ngày 28 tháng 12 năm 2021   | Các bản cập nhật được hỗ trợ từ nhánh Bản phát hành Hỗ trợ Mở rộng (ESR) bao gồm Firefox 60 ESR và Thunderbird 60. |
| 60.8        | 2.53.11b1     | Ngày 30 tháng 1 năm 2022    | Các bản cập nhật được hỗ trợ từ nhánh Bản phát hành Hỗ trợ Mở rộng (ESR) bao gồm Firefox 60 ESR và Thunderbird 60. |
| 60.8        | 2.53.11       | Ngày 2 tháng 3 năm 2022     | Các bản cập nhật được hỗ trợ từ nhánh Bản phát hành Hỗ trợ Mở rộng (ESR) bao gồm Firefox 60 ESR và Thunderbird 60. |
| 60.8        | 2.53.11.1     | Ngày 25 tháng 3 năm 2022    | Các bản cập nhật được hỗ trợ từ nhánh Bản phát hành Hỗ trợ Mở rộng (ESR) bao gồm Firefox 60 ESR và Thunderbird 60. |
| 60.8        | 2.53.12b1     | Ngày 23 tháng 4 năm 2022    | Các bản cập nhật được hỗ trợ từ nhánh Bản phát hành Hỗ trợ Mở rộng (ESR) bao gồm Firefox 60 ESR và Thunderbird 60. |
| 60.8        | 2.53.12       | Ngày 4 tháng 5 năm 2022     | Các bản cập nhật được hỗ trợ từ nhánh Bản phát hành Hỗ trợ Mở rộng (ESR) bao gồm Firefox 60 ESR và Thunderbird 60. |
| 60.8        | 2.53.13b1     | Ngày 16 tháng 6 năm 2022    | Các bản cập nhật được hỗ trợ từ nhánh Bản phát hành Hỗ trợ Mở rộng (ESR) bao gồm Firefox 60 ESR và Thunderbird 60. |
| 60.8        | 2.53.13       | Ngày 11 tháng 7 năm 2022    | Các bản cập nhật được hỗ trợ từ nhánh Bản phát hành Hỗ trợ Mở rộng (ESR) bao gồm Firefox 60 ESR và Thunderbird 60. |